# Altenmünster

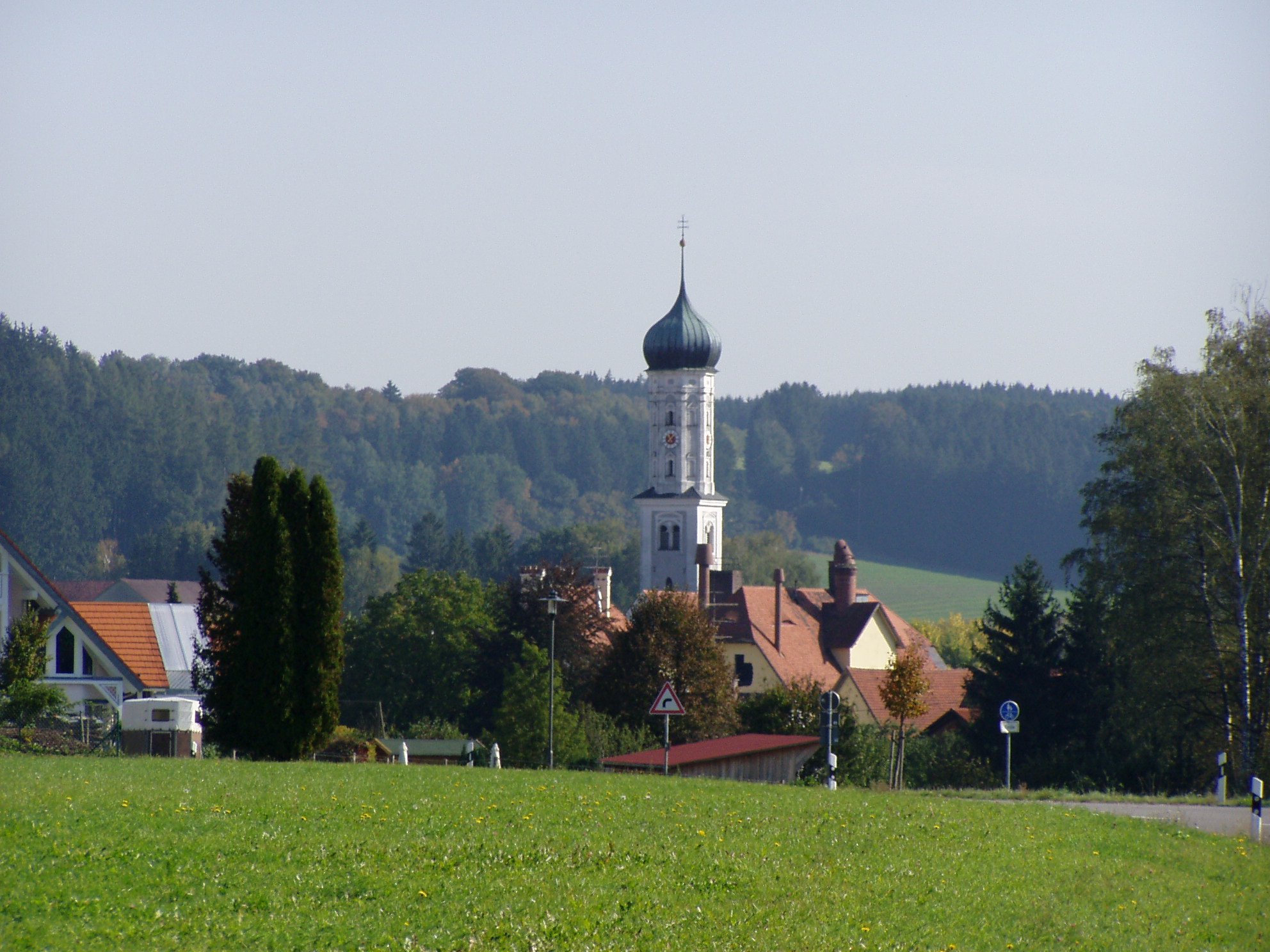
Blick auf Altenmünster

Altenmünster ist eine Gemeinde im schwäbischen Landkreis Augsburg.
Der Fluss Zusam fließt durch das Gemeindegebiet.

## Geographie
Es gibt 8 Gemarkungen mit 13 Gemeindeteilen:
- Altenmünster, Hauptort und Pfarrdorf
  - Weldishof, Einöde
- Baiershofen, Pfarrdorf
- Eppishofen, Kirchdorf
- Hegnenbach, Pfarrdorf
  - Lüftenberg, Einöde
- Hennhofen, Kirchdorf
- Neumünster, Kirchdorf
  - Aspachhof, Einöde
- Unterschöneberg, Kirchdorf
  - Stuhlenmühle, Einöde
- Violau, Dorf
- Zusamzell, Pfarrdorf

## Geschichte

### Bis zur Gemeindegründung
Altenmünster kam im 9. Jahrhundert zum Kloster Ellwangen, 1262 dann zum Kloster Oberschönenfeld des Hochstifts Augsburg. Zusamzell gehörte dem Domkapitel Augsburg. Seit dem Reichsdeputationshauptschluss von 1803 gehört der Ort zu Bayern.

### Verwaltungsgeschichte
Im Zuge der Verwaltungsreformen in Bayern entstand mit dem Gemeindeedikt von 1818 die Gemeinde Altenmünster. 1862 bis 1929 gehörte Altenmünster zum Bezirksamt Zusmarshausen und ab 1929 zum Bezirksamt Wertingen, das ab 1939 dann als Landkreis Wertingen bezeichnet wurde.

### Eingemeindungen
Die Gemeinde Hennhofen wurde am 1. Juli 1972 im Zuge der Gemeindegebietsreform eingemeindet. Am 1. Mai 1978 kamen die Gemeinden Baiershofen, Eppishofen, Hegnenbach (ohne den Gemeindeteil Rischgau), Neumünster, Unterschöneberg und Zusamzell mit Eingemeindungsverträgen freiwillig zur Einheitsgemeinde Altenmünster hinzu.

### Einwohnerentwicklung
| Jahr      | 1961 | 1970 | 1987 | 1991 | 1995 | 2000 | 2005 | 2010 | 2015 | 2020 | 2023 |
| Einwohner | 3001 | 3096 | 3385 | 3551 | 3706 | 3838 | 3802 | 3757 | 3948 | 4275 | 4503 |

Zwischen 1988 und 2023 wuchs die Gemeinde von 3419 auf 4503 um 1.084 Einwohner bzw. um 31,71 %.

## Politik

### Bürgermeister
Erster Bürgermeister ist seit 1. Mai 2020 Florian Mair (Unabhängige Wähler), der am 15. März 2020 bei einem Mitbewerber mit 80,1 % der Stimmen gewählt wurde. Seine Vorgänger waren:
- Bernhard Walter (SPD/Unabhängige Wähler) von 2002 bis 2020 und
- Günter Würmseher (CSU/Unabhängige Bürger) bis 2002.

### Gemeinderat
Sitzverteilung im 16-köpfigen Gemeinderat (Kommunalwahl 2020):
- Unabhängige Wähler: 5 Sitze
- Freie Wähler: 5 Sitze
- CSU/Unabhängige Bürger: 4 Sitze
- Grüne: 2 Sitze

### Wappen
|                         | Blasonierung: „In Schwarz ein in zwei Reihen von Rot und Silber geschachter Schrägbalken; darüber zwei nebeneinander stehende goldene Kugeln, darunter ein goldener Kessel.“ |
| Wappenführung seit 1968 | |

## Sehenswürdigkeiten
Die Pfarr- und Wallfahrtskirche St. Michael im Gemeindeteil Violau zählt zu den wichtigsten, künstlerisch sehr bedeutsamen Bauten im Raum Augsburg.

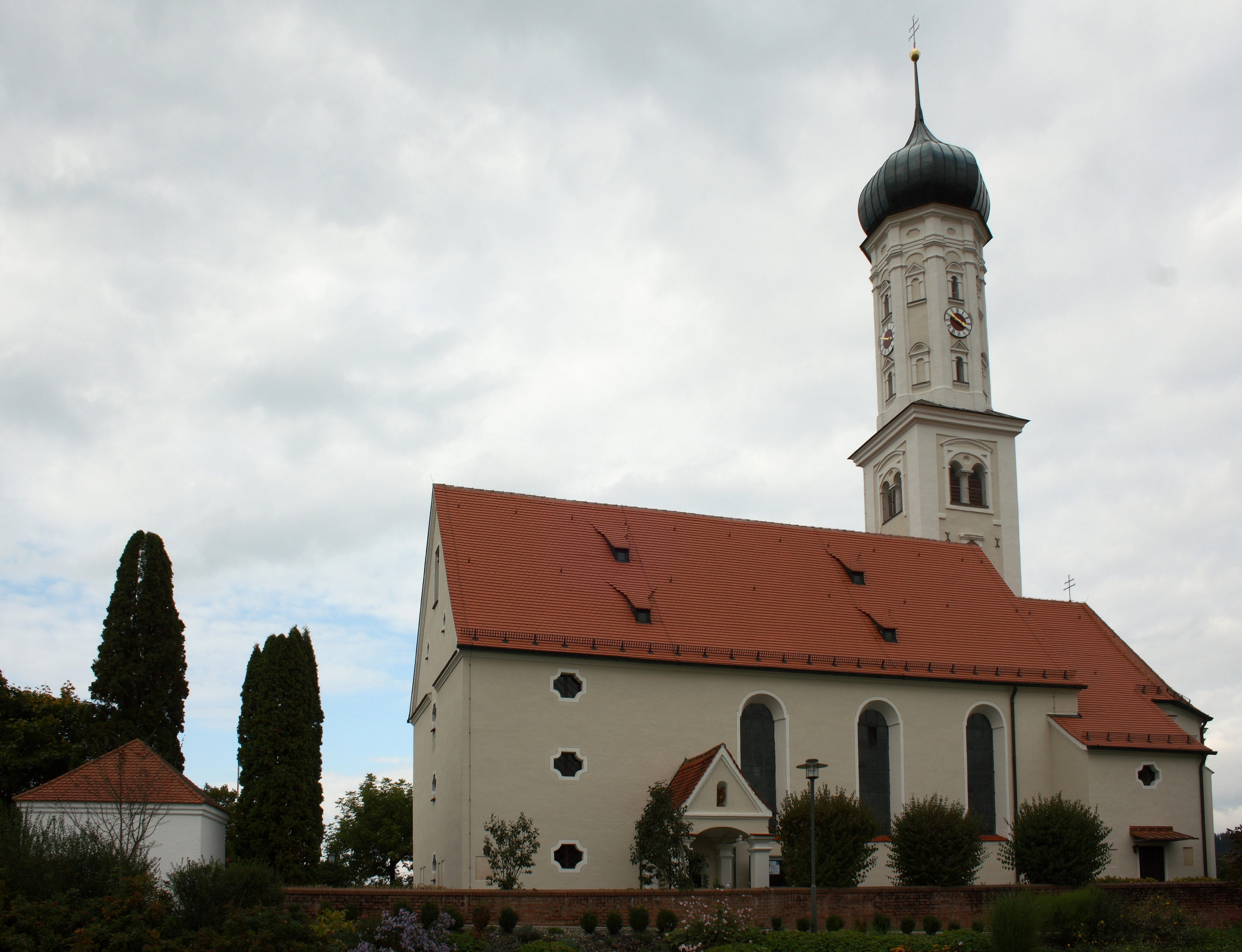
St. Vitus in Altenmünster
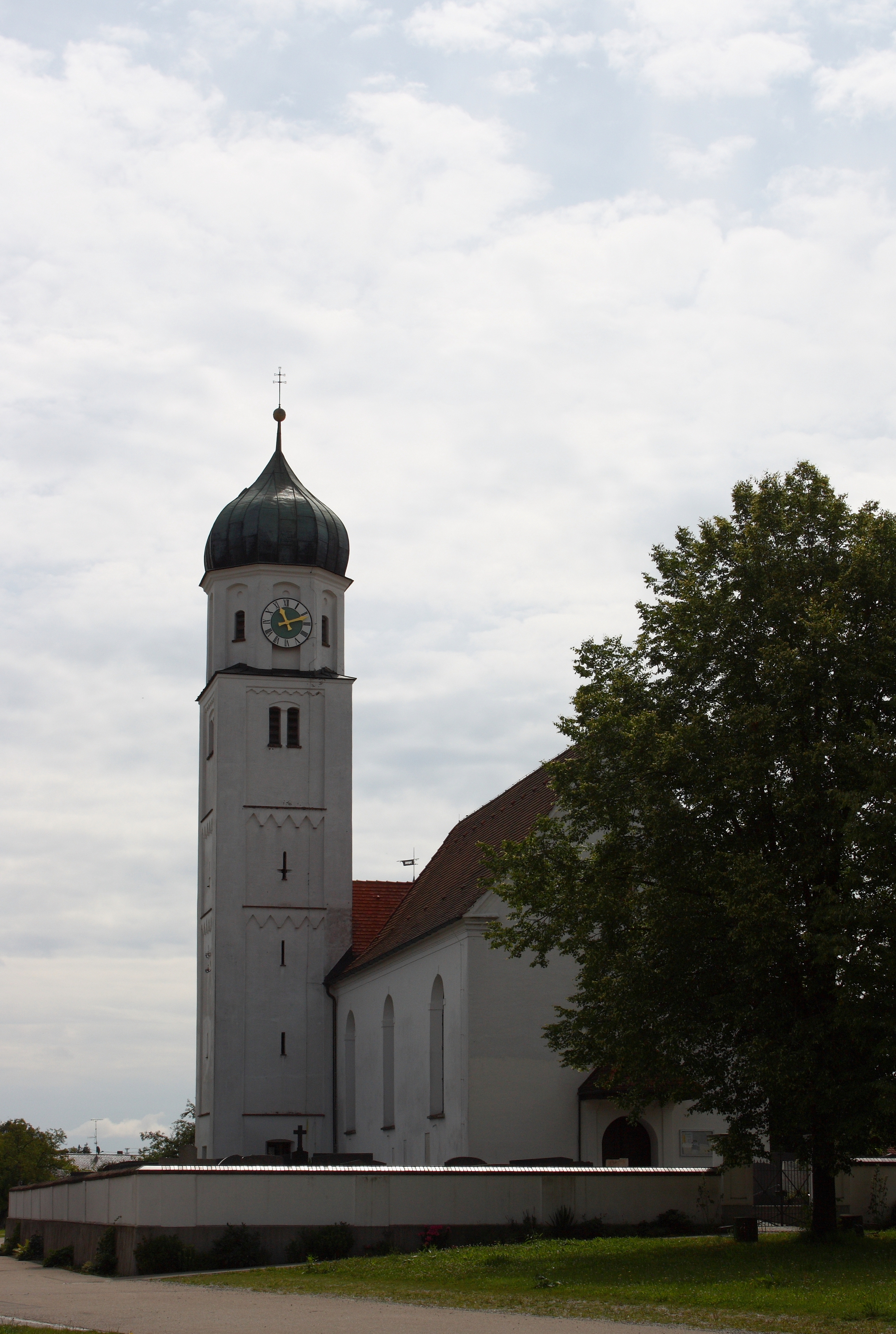
St. Leonhard in Baiershofen
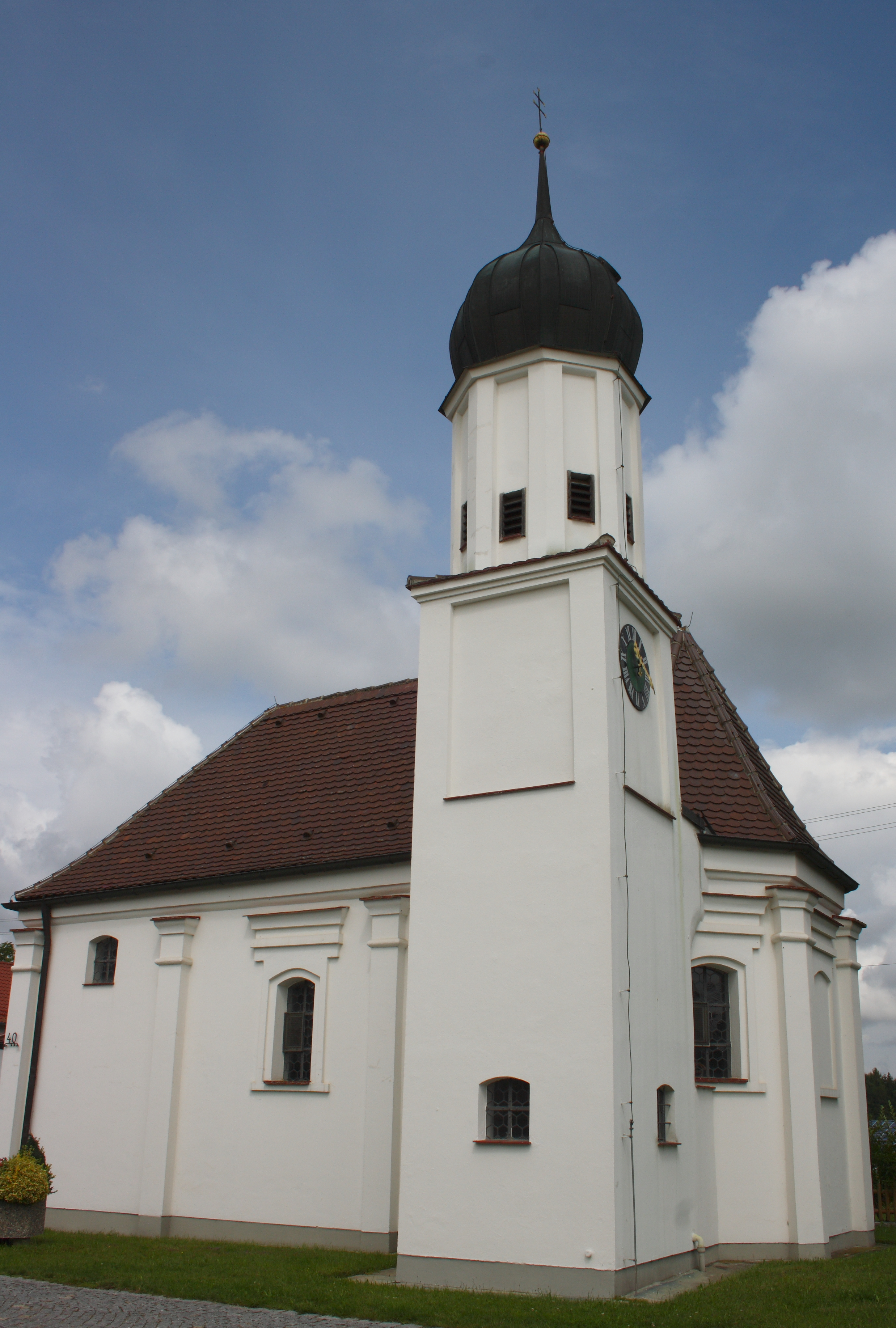
St. Joachim und Anna in Neumünster
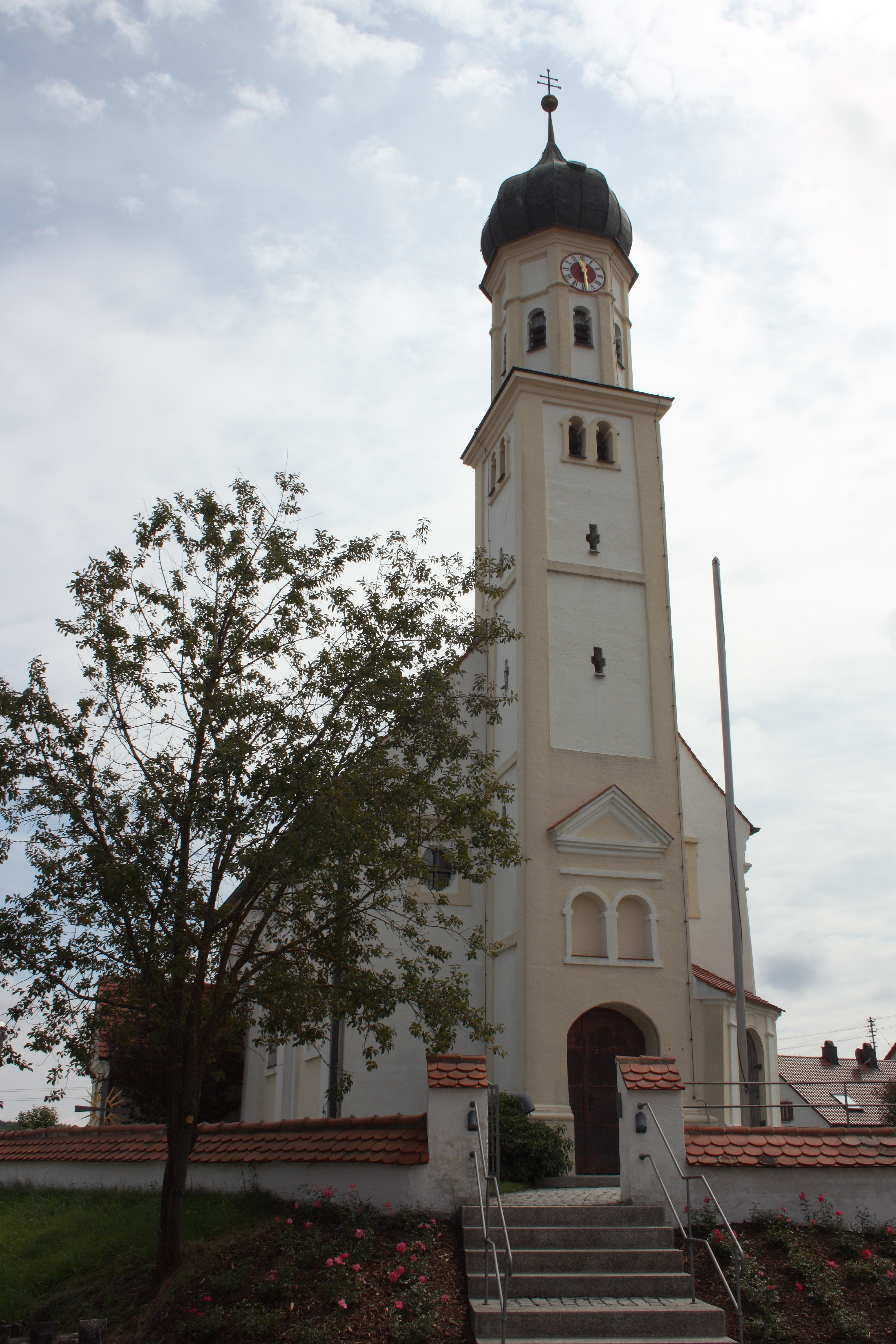
St. Georg in Unterschöneberg
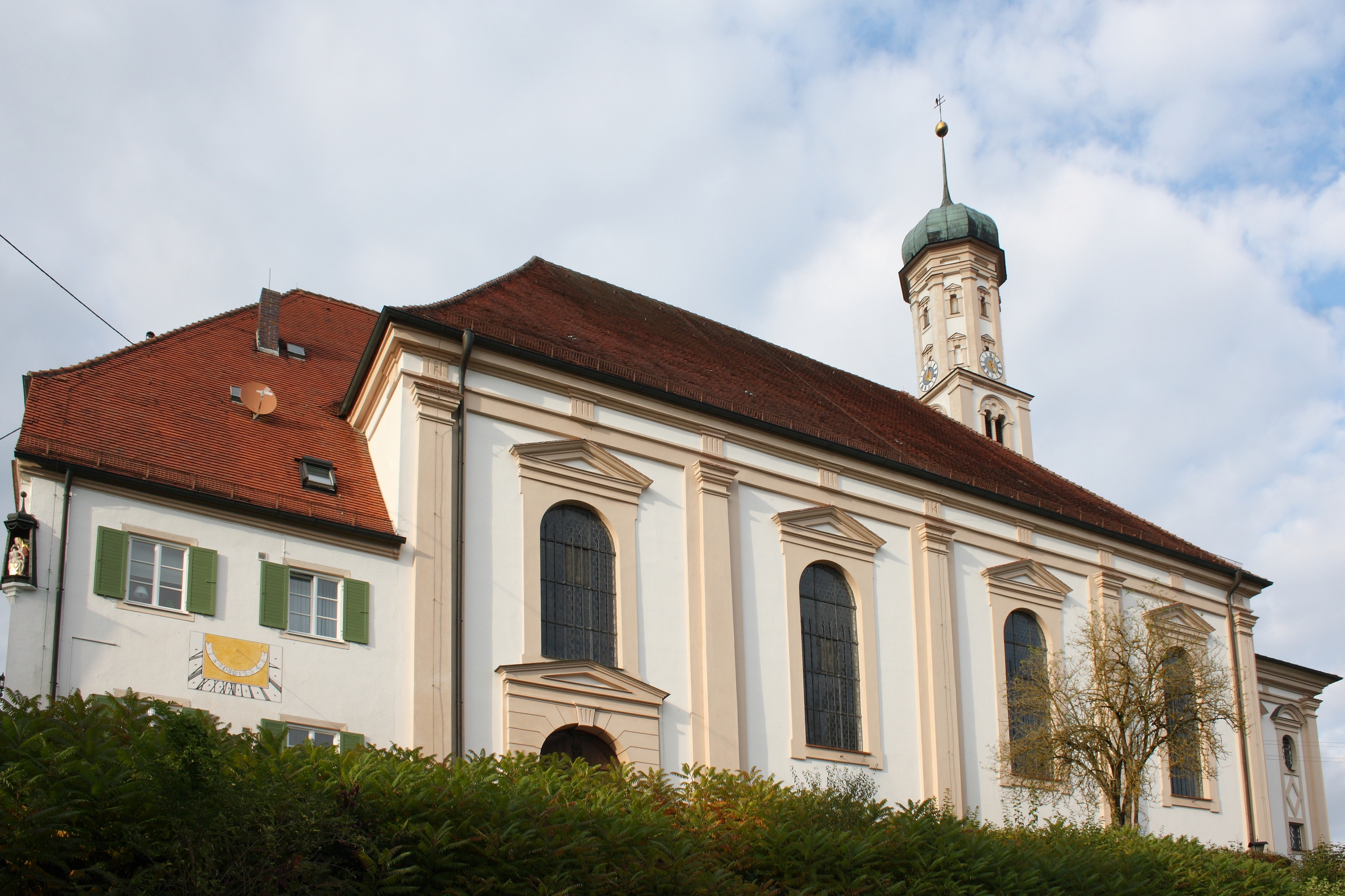
St. Michael in Violau

In Violau befindet sich außerdem das Bruder-Klaus-Heim (Schullandheim der Diözese Augsburg) mit einer Sternwarte.

## Wirtschaft und Infrastruktur

### Wirtschaft
In der Gemeinde Altenmünster gibt es mit Stand 30. Juni 2019 insgesamt 693 sozialversicherungspflichtige Beschäftigungsverhältnisse. Der Großteil befindet sich mit 426 sozialversicherungspflichtigen Beschäftigungsverhältnisse im Bereich des produzierenden Gewerbes. Es folgen Handel, Verkehr und Gastgewerbe mit insgesamt 74 sozialversicherungspflichtigen Beschäftigungsverhältnissen und der Bereich Unternehmensdienstleister mit 44 sozialversicherungspflichtigen Beschäftigungsverhältnissen. Insgesamt wohnen 1.830 sozialversicherungspflichtig beschäftigte Menschen in der Gemeinde. Hieraus ergibt sich ein Pendlersaldo von 1.137 Personen, die zur Ausübung ihrer Berufstätigkeit die Gemeinde Altenmünster verlassen. Die meisten Pendlerbewegungen gehen in Richtung des Ballungsraumes der Stadt Augsburg. Aber auch die Nachbarlandkreise Dillingen an der Donau sowie Günzburg werden zur Ausübung einer Erwerbstätigkeit aufgesucht.

### Bildung

#### Grundschule Altenmünster
Die Grundschule Altenmünster wurde 2012 von der Stiftung Bildungspakt Bayern mit dem i.s.i.-Preis für innovative mediale Unterrichtsformen ausgezeichnet. Außerdem wurde sie 2012 vom bayrischen Kultusministerium in das Projekt Referenzschule für Medienbildung berufen. Mit Wirkung vom 1. Oktober 2014 (Urkundenverleihung) führt die Grundschule den Titel Referenzschule für Medienbildung. Mit Wirkung vom 28. November 2014 (Urkundenverleihung) wurde die Grundschule als Gründungsmitglied in das i. s. i.-Netzwerk der Stiftung Bildungspakt Bayern berufen.
2017/2018: Berufung in die Werkstatt des Forums Bildung Digitalisierung. In der Werkstatt erarbeiten 38 Schulen aus dem gesamten Bundesgebiet Konzepte und Strategien zur effektiven Digitalisierung von Unterrichtsarten. Der Bereich Bayrische Grundschule wird durch die GS Altenmünster mit den seit Jahren erfolgreichen medienmodulgestützten Unterrichtsformen vertreten.
2018/2019: Zweite Berufung in die Werkstatt des Forums Bildung Digitalisierung. Die Grundschule Altenmünster, als einzige bayrische Schule in der zweiten Werkstattrunde (25 Schulen), erarbeitete zusammen mit dem Ruhrgymnasium Witten und dem Gymnasium Schloss Neuhaus, Paderborn zukunftsorientierte Unterrichtsformen.
2020: Unmittelbar nach der Schulschließung im März 2020, bedingt durch den Corona-Lockdown, wurde neben dem Ausbau des digitalen Distanzunterrichts das Konzept „Vereinsheim + Helferkreis“ entwickelt, in den Folgemonaten aufgebaut und ab Oktober 2020 in Bereitschaft versetzt.
2021: Die Grundschule Altenmünster ist für den Deutschen Schulpreis nominiert und damit eine von bundesweit 18 Schulen, die es in die Finalrunde des bedeutenden Preises geschafft haben. Die Schule nimmt in der Kategorie „Mit Partnern externe und digitale Lernräume erschließen“ an der Auswahl teil. Mit dem Konzept gelang es der Grundschule, während der Corona-Pandemie mühelos zwischen Präsenz- und Distanzunterricht umzustellen. Darüber hinaus sorgten Schule und Gemeinde dafür, dass auch während der Corona-Pandemie alle Schülerinnen und Schüler am Präsenzunterricht teilnehmen können.
2022: Die Grundschule Altenmünster entwickelt das seit Jahren erfolgreiche Medienkonzept in der Werkstatt „Schule im digitalen Wandel gestalten“ zielgerichtet und kontinuierlich weiter. Insgesamt 48 Schulen sind von der Deutschen Schulakademie nach einem Bewerbungsverfahren ausgewählt und in 4 Arbeitsgruppen eingeteilt worden. Die Grundschule Altenmünster arbeitet im Werkstattbereich Süd, zusammen mit zwei Schulen aus Baden-Württemberg, vier Schulen aus Hessen und 5 Schulen aus Bayern.

## Sonstiges

### Brauerei und Gasthöfe
Im Kernort Altenmünster befand sich die Brauerei Hämmerle. Sie wurde im April 2005 abgerissen. Erhalten ist nur der Gasthof. Aus der Fusion der Brauerei Hämmerle mit der Sailerbrauerei von Gerd H. Borges in Leuterschach entstand die Unternehmensgruppe Altenmünster, welche 2002 von der Allgäuer Brauhaus übernommen wurde (seit 2003 Teil der Radeberger Gruppe). Die Mainzer Aktien Bierbrauerei (Binding-Gruppe, seit 2002 Radeberger Gruppe der Dr. August Oetker) übernahm die von Sailerbräu Franz Sailer gehaltenen Markenrechte an der Marke für das Altenmünster Brauer Bier. Die zur Firmengruppe Altenmünster gehörende Gesellschaft Kronenbräu Brauhaus zu Altenmünster wurde nicht mitveräußert.
Der Gasthof wurde von der Gemeinde Altenmünster erworben und sehr aufwendig mit Mitteln der Städtebauförderung saniert. Heute befindet sich dort das Bräustüble Altenmünster.

### Maria-Ward-Haus
Die Gründung des Maria Ward Hauses in Altenmünster erfolgte im Jahre 1982. Die Gründerinnen waren allesamt Maria-Ward-Schwestern, die den Auftrag der Mary Ward in die Gegenwart zu übersetzen versuchten. Ihr 30 Jahre währendes Engagement galt zuerst Jugendlichen, später auch Erwachsenen, die mit schwierigen Lebensumständen zu kämpfen hatten.
Das Maria Ward Haus gewährte Beheimatung, spirituelle und therapeutische Begleitung und Erholung. Es wurde zu einem Ort der Kreativität und bereitete den Boden für persönliche Entfaltung und Weiterbildung. Das freie Seminarhaus bietet heute Platz für Gruppen, das Gästehaus auch Aufenthalte und Übernachtungen für Einzelne und Familien.

### Seniorenheim Haus Zusamaue
Im Frühjahr 2013 wurde das Pflegeheim Zusamaue mit 56 Plätzen in vier Wohngruppen eröffnet. Jede Wohngruppe verfügt über einen eigenen Speise- und Gemeinschaftsraum. Der Einrichtung liegt ein Hausgemeinschaftskonzept von BeneVit zugrunde.